# Isiaha Mike
Isiaha Mike (Scarborough, Ontario, 11 de agosto de 1997) es un baloncestista canadiense que pertenece a la plantilla del KK Partizan de la ABA Liga. Con 2,02 metros de estatura, juega en la posición de ala-pívot.

## Trayectoria deportiva

### Universidad

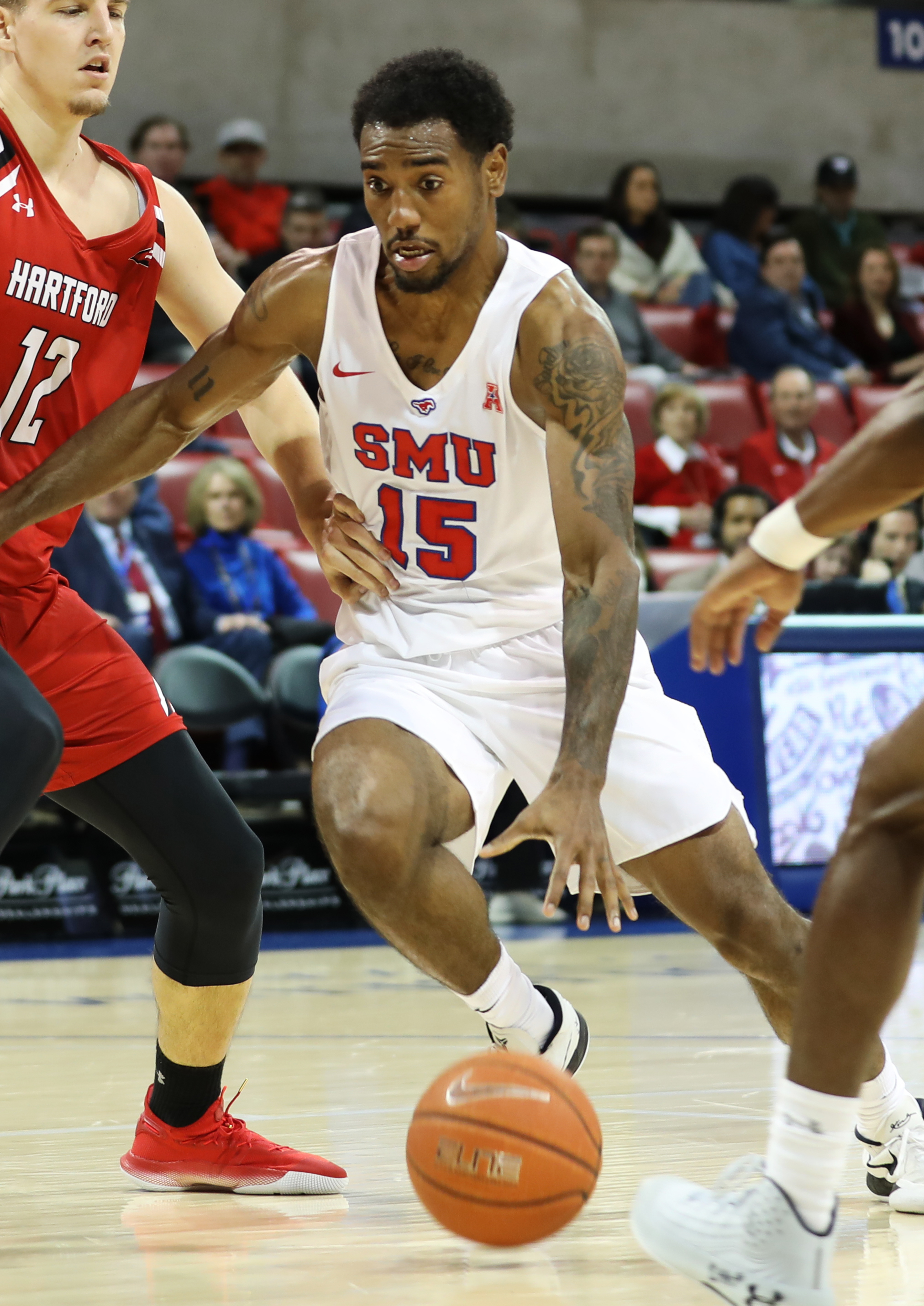
Mike con SMU en 2019.

Pasó su primer año universitario con los Dukes de la universidad Duquesne (2016-2017) en la que promedió 11,3 puntos y 5,8 rebotes por partido y fue incluido en el Atlantic 10 All-Rookie Team. 
Después de esa primera temporada en Duquesne, se le concedió una baja del programa tras la salida del entrenador en jefe Jim Ferry. Así que tras una temporada en blanco, en 2018 ingresaría en la Universidad Metodista del Sur para jugar durante dos temporadas con los Mustangs. Mike anunció que se presentaría al draft de 2020 renunciando a su último año universitario.

#### Estadísticas
| Año     | Equipo   | PJ            | PT            | MPP           | %TC           | %3P           | %TL           | RPP           | APP           | ROB           | TPP           | PPP           |
| ------- | -------- | ------------- | ------------- | ------------- | ------------- | ------------- | ------------- | ------------- | ------------- | ------------- | ------------- | ------------- |
| 2016–17 | Duquesne | 32            | 32            | 28.4          | .434          | .333          | .667          | 5.8           | 1.6           | .8            | .8            | 11.3          |
| 2017–18 | SMU      | Camiseta roja | Camiseta roja | Camiseta roja | Camiseta roja | Camiseta roja | Camiseta roja | Camiseta roja | Camiseta roja | Camiseta roja | Camiseta roja | Camiseta roja |
| 2018–19 | SMU      | 32            | 32            | 30.7          | .453          | .368          | .763          | 5.4           | 1.7           | .9            | 1.1           | 11.7          |
| 2019–20 | SMU      | 30            | 30            | 30.7          | .481          | .377          | .805          | 6.3           | 1.8           | 1.4           | .6            | 14.0          |
| Total   | Total    | 94            | 94            | 29.9          | .456          | .361          | .746          | 5.8           | 1.7           | 1.0           | .9            | 12.3          |

### Profesional
Tras aplazarse el Draft de la NBA de 2020, el 31 de agosto de 2020 se anunció su fichaje por el BV Chemnitz 99, recién ascendido a la Basketball Bundesliga.
El 22 de mayo de 2022 firmó con los Scarborough Shooting Stars de la CEBL.
El 30 de junio de 2022 firmó contrato con el JL Bourg Basket de la Pro A francesa.
El 20 de agosto de 2024 se unió al KK Partizan de la ABA Liga.